# Anomalon villegasi
Anomalon villegasi là một loài tò vò trong họ Ichneumonidae.